# Stephanie B. Klein

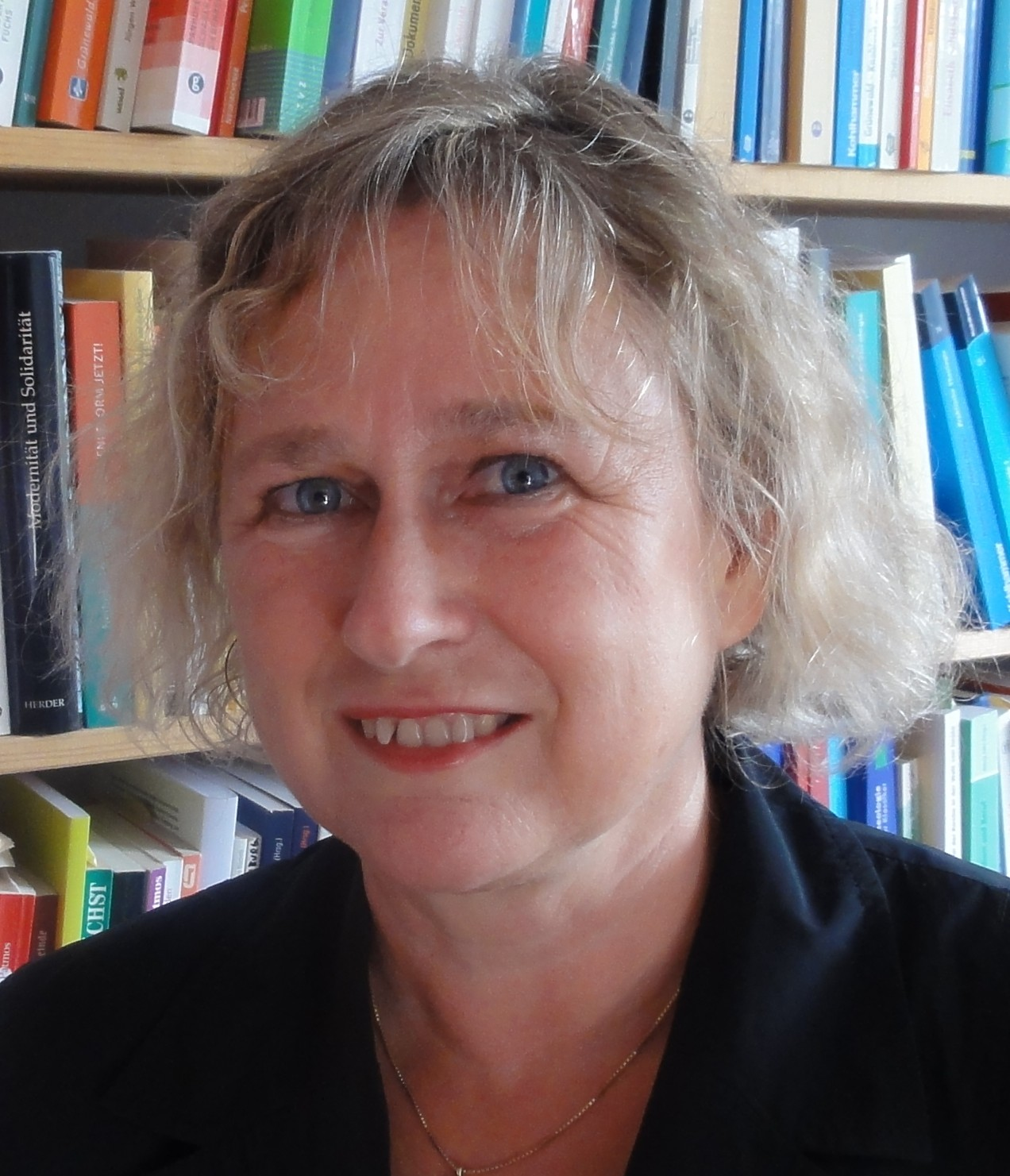
Stephanie Klein (2010)

Stephanie B. Klein (* 22. Januar 1957 in Fulda) ist eine deutsche römisch-katholische Theologin und emeritierte Professorin für Pastoraltheologie an der Universität Luzern.

## Leben
Klein studierte von 1976 bis 1982 Katholische Theologie in Würzburg und Münster (Diplom Theologie 1982) sowie Pädagogik, Soziologie und Psychologie in Würzburg und Frankfurt a. M. und  (Diplom Pädagogik 1989). Nach ihrer Ausbildung zur Pastoralreferentin in der Diözese Fulda (1983–1985) war sie Wissenschaftliche Mitarbeiterin an der Universität Frankfurt a. M. (1985–1990). 1992 erfolgte die Promotion mit einer Arbeit zur theologischen Biographieforschung im Fach Pastoraltheologie bei Rolf Zerfaß an der Universität Würzburg. Von 1990 bis 1994 war sie als Referentin für das Katholische Bildungswerk Frankfurt im Dienst des Bistums Limburg tätig. 1994 bis 2002 war sie Wissenschaftliche Assistentin an der Universität Mainz und übernahm anschließend dort die Lehrstuhlvertretung Pastoraltheologie (2002–2003). 2002 wurde sie an der Universität Mainz mit einer Arbeit zu Erkenntnis und Methode in der Praktischen Theologie habilitiert und erwarb die Venia legendi für Pastoraltheologie, Pastoralsoziologie und Pastoralpsychologie. Sie hatte eine Gastprofessur an der Humboldt-Universität zu Berlin (1998–1999) sowie Lehraufträge an den Universitäten Würzburg, Münster, Innsbruck, Luzern, Fribourg und Linz inne. Nach einer Lehrstuhlvertretung für Praktische Theologie und Sozialethik an der Universität in Saarbrücken (2003–2004) war sie Dozentin für Religionspädagogik an der Universität Salzburg (2004–2005). 2005 übernahm sie die Lehrstuhlvertretung Pastoraltheologie an der Universität Luzern und war von 2008 bis zu ihrer Emeritierung 2022 ordentliche Universitätsprofessorin für Pastoraltheologie an der Universität Luzern.

## Schriften (Auswahl)
- Erkenntnis und Methode in der Praktischen Theologie: von der Erfahrung zur Theorie über die soziale Wirklichkeit. Kohlhammer Verlag, Stuttgart 2005, ISBN 3-17-018669-8.
- Theologie und empirische Biographieforschung. Methodische Zugänge zur Lebens- und Glaubensgeschichte und ihre Bedeutung für eine erfahrungsbezogene Theologie (= Praktische Theologie heute. Bd. 19). Kohlhammer Verlag, Stuttgart 1994, ISBN 3-17-013176-1 (zugl. Dissertation, Universität Würzburg 1993).
- Gottesbilder von Mädchen. Bilder und Gespräche als Zugänge zur kindlichen religiösen Vorstellungswelt. Kohlhammer Verlag, Stuttgart 2000, ISBN 3-17-016303-5.
- (mit) Andreas Eicker (Hrsg.): Ehre in Familie, Recht und Religion. Ehre, Scham und Schuld in juristischer, theologischer und anthropologischer Perspektive. Stämpfli / Kohlhammer, Bern/Stuttgart 2018, ISBN 978-3-17-034943-8.
- (als Hrsg.): Familienvorstellungen im Wandel. Theologischer Verlag Zürich, Zürich 2018, ISBN 978-3-290-20166-1.
- (zus. mit) Michael Krüggeler und Karl Gabriel (Hrsg.): Solidarität – Ein christlicher Grundbegriff? Soziologische und theologische Perspektiven. Theologischer Verlag Zürich, Zürich 2005, ISBN 3-290-20025-6.
- Ehre sei Gott und Friede den Menschen. Überlegungen zur theologischen Bedeutung der Ehre in der Spätmoderne. in: Matthias D. Wüthrich, Markus Höfner, Richard Amesbury (Hrsg.): Ehre – Interdisziplinäre Zugänge zu einem prekären Phänomen. Mohr Siebeck, Tübingen 2021, ISBN 978-3-16-156890-9, S. 199–219.
- Covid, Klima und der Beitrag der Kirche auf dem Weg in die Zukunft. in: Michael Durst, Margit Wasmeier-Seiler (Hrsg.): Plagen, Seuchen, Pandemien. Herder, Freiburg im Breisgau/Basel/Wien 2021, S. 19–59.
- Fortwirkende Strukturen der Gewalt in der Kirche. Erkenntnisse aus der Forschung zu Gewalt gegen Heimkinder. in: Birgit Jeggle-Merz, Michael Durst (Hrsg.): Gewalt – Herrschaft – Religion. Beiträge zur Hermeneutik von Gewalttexten (= Theologische Berichte. Bd. 38). Paulus-Verlag, Einsiedeln 2018, ISBN 978-3-7228-0912-0, S. 203–225.
- Sexueller Missbrauch als Ausdruck von Macht und Gewalt. in: Pastoraltheologische Informationen 36 (2016), S. 85–99.
- Anmerkungen zu Entwicklungen der Diskussion um die Genderfrage in der Gesellschaft und Theologie. in: Cyprian Rogowski u. a. (Hrsg.): Gender. Keryks 2015–2018. Lit Verlag, Berlin 2019, ISBN 978-3-643-99776-0, S. 45–66.
- Die Vielfalt der Familien und das Sakrament der Taufe. Ansätze zu einem neuen theologischen Verständnis der Familien. in: Christian Bauer, Michael Schüßler (Hrsg.): Pastorales Lehramt? Spielräume einer Theologie familialer Lebensformen. Grünewald, Ostfildern 2015, ISBN 978-3-7867-3059-0, S. 51–67.